# Carrick (Cornwall)
Carrick (kornisch: Karrek) war ein District in der Grafschaft Cornwall in England; er wurde benannt nach Carrick Roads, einer kleinen Bucht an der Südküste. Verwaltungssitz war die Stadt Truro. Weitere bedeutende Orte waren Falmouth, Penryn und St Agnes.
Der Bezirk wurde am 1. April 1974 gebildet und entstand aus der Fusion der Boroughs Falmouth und Penwith sowie des Rural District Truro. Am 1. April 2009 wurden neben Carrick auch alle weiteren Districts in Cornwall abgeschafft und in einer einzigen Unitary Authority vereinigt.

## Parishes
Zum Zeitpunkt der Auflösung des Distrikts umfasste sein Gebiet 27 Gemeinden (Parish):
| - Chacewater - Cubert - Cuby - Falmouth - Feock - Gerrans - Gwennap - Kea - Kenwyn | - Ladock - Mylor - Penryn - Perranarworthal - Perranzabuloe - Philleigh - Probus - Ruan Lanihorne - St Agnes | - St Allen - St Clement - St Erme - St Just in Roseland - St Michael Penkevil - St Newlyn East - Tregoney - Truro - Veryan |